# Universal Docking Module
Le module d'amarrage universel (en anglais : Universal Docking Module ou UDM, en russe : Универсальный стыковочный модуль) était un projet russe de module d'amarrage de la Station spatiale internationale, qui devait être construit conjointement par RKK Energuia et Khrunichev.

## Présentation
Ce module devait être construit à partir de la doublure de Zarya, le FGB-2, puis finalement à partir d'une nouvelle conception (ressemblant au FGB-2) car celui-ci aurait dû être fortement modifié pour son nouveau rôle, ce qui aurait entraîné un surcoût notable.
Il aurait dû être amarré au port nadir (face à la Terre) du module de service Zvezda, et aurait disposé de cinq ports d'amarrage (quatre latéraux et un axial), tournés de 45°, pour recevoir les deux modules russes de recherche et le compartiment d'amarrage SO2, rebaptisé par la suite Poisk (et également MRM-2). Parce que le SO2 et un des modules de recherche ont été annulés en raison du manque de fonds, ce module a également été annulé. Le module de recherche restant a ensuite été prévu pour être monté sur le port d'amarrage nadir de Zvezda. Plus tard, il a également été annulé et le port a été attribué au Docking Cargo Module (DCM), nommé Rassvet ou MRM-1, qui, ensuite, a lui-même été relocalisé sur le port nadir de Zarya.
Dans les plans actuels, l'emplacement nadir de Zvezda est prévu pour être utilisé par le module laboratoire polyvalent Nauka (le FGB-2). En outre, le SO2 a été programmé à nouveau et finalement lancé, mais relocalisé à l'emplacement zénith Zvezda (l'emplacement réservé à la Science Power Platform (SPP), désormais annulée).
RKK Energuia, le fabricant des composants du segment orbital russe de l'ISS, a proposé de réaliser quelque chose de similaire au plan d'origine de l'ISS avec l'ajout d'un nouveau module, un nœud d'amarrage sphérique comprenant six ports d'amarrage (Pritchal), qui serait attaché au nadir de Nauka, et deux autres modules, de science/énergie, les Science and Power Modules à la partie russe de la station autour de 2013-2015,. Cependant, le glissement de la date de lancement de Nauka, ayant lieu en 2021, retarde encore les lancements ultérieurs.